# Wiener Kreis

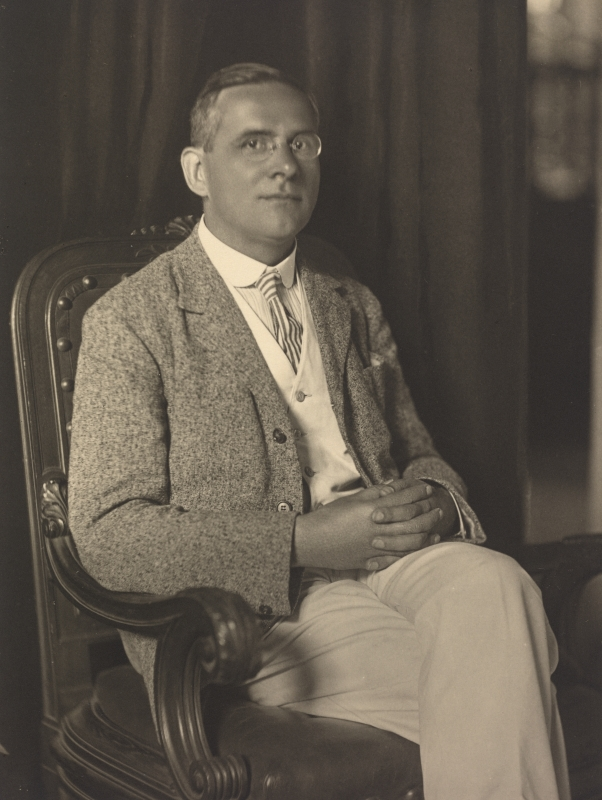
Moritz Schlick.

De Wiener Kreis (Nederlands: Weense cirkel of Weense kring) (1920-1938) was een groep filosofen en wetenschappers die zich rond Moritz Schlick schaarden. Centrale figuren waren de econoom Otto Neurath, de filosoof Friedrich Waismann en de filosoof Rudolf Carnap. Ludwig Wittgenstein en Karl Popper waren regelmatig bij samenkomsten aanwezig, maar zij waren geen leden van de groep daar zij op essentiële punten afweken van het door de groep gepropageerde logisch positivisme oftewel logisch empirisme. Andere leden waren Gustav Bergmann, Herbert Feigl, Philipp Frank, Kurt Gödel, Hans Hahn, Eino Kaila, Victor Kraft, Karl Menger, Marcel Natkin, Olga Hahn-Neurath, Theodor Radakovic en Rose Rand. 
Twee boeken lagen aan de basis van de ontwikkelingen van deze stroming, namelijk Wittgensteins Tractatus Logico-Philosophicus (1921), en Carnaps Der logische Aufbau der Welt (1926). 

## Doelstellingen en thema's
Door de Wiener Kreis worden enerzijds de metafysica en de traditionele kennisleer als zinloos verworpen, anderzijds wordt gepoogd de wetenschap tot een eenheid te maken door gebruikmaking van een geüniversaliseerde wetenschapstaal: de symbolische logica. Metafysische uitspraken - bijvoorbeeld 'God bestaat' - en kentheoretische uitspraken - zoals 'ik weet dat er een wereld onafhankelijk van onze ervaring bestaat' - achtten zij zinloos. De reden hiervoor ligt in hun opvatting van 'betekenis': iets heeft betekenis volgens de Wiener Kreis als het ofwel een tautologie is, dan wel een uitspraak is die geverifieerd kan worden. Zo is de uitspraak 'alle vrijgezellen zijn ongetrouwd' zinvol omdat het tautologisch waar is: de waarheid van de uitspraak zit in de uitspraak zelf besloten. Een uitspraak als 'het water in glas X kookt op 100°C' is dan weer zinvol omdat het duidelijk is hoe men deze hypothese kan testen: namelijk door het water effectief tot 100°C te brengen.
Veel klassieke filosofische uitspraken zoals 'God bestaat', 'de werkelijkheid is in feite slechts een afspiegeling van de hogere werkelijkheid' of 'het is mogelijk dat deze wereld een illusie is' vallen niet onder een van deze twee categorieën van uitspraken en hebben dus geen enkele betekenis. Ze kunnen met andere woorden niets bijdragen tot kennis. Dat wijsgerige uitspraken zinvol lijken, hoewel ze zinloos zijn, is het gevolg van emotioneel geladen uitspraken die geen cognitieve inhoud hebben. 
In dit verband moet men ook hun opvatting over de ethiek en esthetica opvatten: ethische stellingnames worden niet opgevat als zinvolle uitspraken, maar als uitdrukkingen van gevoelens of pogingen te overreden. Dit is de zogenaamde theorie van het emotivisme: waarde-oordelen bevatten geen propositionele of cognitieve inhoud: er kan geen waarheidsgehalte aan worden toegeschreven. Zoals eerder gesteld gaat het bij dit soort uitspraken louter om gevoelens. Een uitspraak als 'Jan is een slecht mens' kan vertaald worden als 'ik voel me niet goed bij wat Jan doet'. 
Door de opkomst van het naziregime in Duitsland moesten vele leden van deze cirkel vluchten en viel de Wiener Kreis uiteen. Het merendeel van de leden, zoals Carnap, Feigl en Gödel vluchtten naar de Verenigde Staten. Otto Neurath is hierop een uitzondering die via Nederland naar Groot-Brittannië vluchtte. Ook Popper verliet het land en ging naar Nieuw-Zeeland. In de Verenigde Staten zorgden deze ex-leden ervoor dat de Amerikaanse filosofie een sterke logisch positivistische stempel kreeg. Het toen heersende pragmatisme werd zo verdreven en in plaats daarvan kwam de analytische filosofie er op. Een bekende leerling van Carnap was Willard Van Orman Quine die zelf echter wel kritiek had op het logisch positivisme, voornamelijk uiteengezet in zijn Two Dogmas of Empiricism (1951).